# WVV Wageningen in het seizoen 1972/73
Het seizoen 1972/1973 was het 19e jaar in het bestaan van de Wageningense betaaldvoetbalclub Wageningen. De club kwam uit in de Eerste divisie en eindigde daarin op de achtste plaats. De nacompetitie voor periodewinnaars werd als derde afgesloten. Tevens deed de club mee aan het toernooi om de KNVB beker, hierin werd in de eerste ronde verloren van FC VVV (0–2).

## Wedstrijdstatistieken

### Eerste divisie
|       | SC Cambuur | FC Dordrecht | Eindhoven | Fortuna | Fortuna SC | De Graafschap | Heerenveen | Helmond Sport | Heracles | HVC   | PEC Zwolle | Roda JC | SVV   | Veendam | Vitesse | Volendam | De Volewijckers | FC VVV | Willem II |
| ----- | ---------- | ------------ | --------- | ------- | ---------- | ------------- | ---------- | ------------- | -------- | ----- | ---------- | ------- | ----- | ------- | ------- | -------- | --------------- | ------ | --------- |
| Thuis | 1 – 1      | 2 – 1        | 2 – 1     | 2 – 1   | 2 – 1      | 4 – 0         | 1 – 0      | 3 – 0         | 1 – 0    | 0 – 1 | 5 – 2      | 2 – 0   | 0 – 0 | 3 – 2   | 1 – 2   | 2 – 1    | 3 – 3           | 2 – 0  | 0 – 0     |
| Uit   | 1 – 1      | 1 – 1        | 3 – 0     | 2 – 0   | 1 – 0      | 1 – 2         | 2 – 2      | 4 – 1         | 3 – 0    | 0 – 1 | 4 – 1      | 3 – 0   | 0 – 1 | 5 – 1   | 3 – 2   | 1 – 1    | 1 – 1           | 0 – 5  | 1 – 1     |

### Nacompetitie
| Nacompetitie                                                                                             | Wageningen                                                                 | 2 – 0 (1 – 0) | Volendam                                |
| 27 mei 1973 Plaats: Wageningen De Wageningse Berg Toeschouwers: 9.000 Scheidsrechter: Gerrit Berrevoets  | Arno Wellerdieck 30' (pen.) Gerdo Hazelhekke 90'                           |               |                                         |
| Nacompetitie                                                                                             | PEC Zwolle                                                                 | 2 – 2 (0 – 0) | Wageningen                              |
| 31 mei 1973 Plaats: Zwolle Oosterenkstadion Toeschouwers: 12.000 Scheidsrechter: Frans Derks             | Ben Schubert 79' (pen.) Jan Rorije 85'                                     |               | 64' Marcel Broecks 67' Gerdo Hazelhekke |
| Nacompetitie                                                                                             | De Graafschap                                                              | 2 – 1 (1 – 0) | Wageningen                              |
| 3 juni 1973 Plaats: Doetinchem De Vijverberg Toeschouwers: 12.000 Scheidsrechter: Henk Geurens           | Gerrie Deijkers 16', 59' (pen.)                                            |               | 85' Arno Wellerdieck                    |
| Nacompetitie                                                                                             | Wageningen                                                                 | 0 – 1 (0 – 1) | De Graafschap                           |
| 6 juni 1973 Plaats: Wageningen De Wageningse Berg Toeschouwers: 11.000 Scheidsrechter: Ben Hoppenbrouwer |                                                                            |               | 25' Gerrie Deijkers                     |
| Nacompetitie                                                                                             | Wageningen                                                                 | 2 – 2 (2 – 0) | PEC Zwolle                              |
| 11 juni 1973 Plaats: Wageningen De Wageningse Berg Toeschouwers: 2.500 Scheidsrechter: Jan Beck          | Aart Ooms 4' Jan Menting 13'                                               |               | 66' Jan Hoogendoorn 87' Lody Kragt      |
| Nacompetitie                                                                                             | Volendam                                                                   | 7 – 1 (2 – 0) | Wageningen                              |
| 17 juni 1973 Plaats: Volendam Sportlaan Toeschouwers: 11.000 Scheidsrechter: Henk Pijper                 | Jan Bond 8', 46', 49', 63', 75' Zeger Tollenaar 32' (e.d.) Wim Kwakman 80' |               | 62' Zeger Tollenaar                     |

### KNVB beker
| 1e ronde                              | FC VVV                           | 2 – 0 (0 – 0) | Wageningen |
| 29 oktober 1972 Plaats: Venlo De Woel | Joop de Klerk 55' Jac Weeres 80' |               |            |

## Statistieken Wageningen 1972/1973

### Eindstand Wageningen in de Nederlandse Eerste divisie 1972 / 1973
| Stand | Gespeeld | Gewonnen | Gelijk | Verloren | Punten | Doelpunten voor | Doelpunten tegen |
| ----- | -------- | -------- | ------ | -------- | ------ | --------------- | ---------------- |
| 8e    | 38       | 17       | 10     | 11       | 44     | 57              | 52               |

### Topscorers
| #      | Naam                  | Goal |
| ------ | --------------------- | ---- |
| 1.     | Gerdo Hazelhekke      | 18   |
| 2.     | Ger Meurs             | 10   |
| 3.     | Jan van Osenbruggen   | 6    |
| 3.     | Arno Wellerdieck      | 6    |
| 5.     | Bob Ponsen            | 4    |
| 6.     | Rini Block            | 3    |
| 6.     | Aart Ooms             | 3    |
| 6.     | Henny Roelofs         | 3    |
| 9.     | Evert van Ginkel      | 1    |
| 9.     | Jan Menting           | 1    |
| 9.     | Ben Tomas             | 1    |
| 9.     | Eugène van Vijfeijken | 1    |
| Totaal | Totaal                | 57   |

| #      | Naam             | Goal |
| ------ | ---------------- | ---- |
| 1.     | Gerdo Hazelhekke | 2    |
| 1.     | Arno Wellerdieck | 2    |
| 3.     | Marcel Broecks   | 1    |
| 3.     | Jan Menting      | 1    |
| 3.     | Aart Ooms        | 1    |
| 3.     | Zeger Tollenaar  | 1    |
| Totaal | Totaal           | 8    |

| #      | Naam        | Goal |
| ------ | ----------- | ---- |
| –      | Geen speler | 0    |
| Totaal | Totaal      | 0    |

## Voetnoten
SC Cambuur ·
FC Dordrecht ·
Eindhoven ·
Fortuna SC ·
Fortuna ·
De Graafschap ·
Heerenveen ·
Helmond Sport ·
Heracles ·
HVC ·
PEC Zwolle ·
Roda JC ·
SVV ·
Veendam ·
Vitesse ·
Volendam ·
De Volewijckers ·
FC VVV ·
Wageningen ·
Willem II